# شهرستان سانتا کروز (بولیوی)
شهرستان سانتا کروز (به اسپانیایی: Departamento de Santa Cruz) یکی از بخش در بولیوی است که در بولیوی واقع شده‌است. شهرستان سانتا کروز ۳۷۰٬۶۲۱ کیلومتر مربع مساحت و ۳٬۴۱۲٬۹۲۱ نفر جمعیت دارد.

## خواهرخوانده
شهر استان اوکیناوا خواهرخواندهٔ شهرستان سانتا کروز (بولیوی) هست.